# Dwars door België 1962
De 18e editie van Dwars door België werd verreden op zaterdag 21 en zondag 22 april 1962. Het eindklassement werd opgemaakt op punten.

## 1e etappe

### Wedstrijdverloop
De start van de 1e etappe lag in Waregem en de finish in Ciney. De afstand bedroeg 221 km. Er gingen 152 renners van start in Waregem. In de eerste wedstrijduren waren er tal van aanvallen, echter met weinig succes. In Nijvel bij de bevoorrading was het peloton met ruim 100 renners nog gesloten en keek iedereen naar Van Looy. Deze reed echter diezelfde week nog de Ronde van België en spaarde zijn energie. Op de Côte de Lustin werd aangevallen en het peloton dunde uit naar 65 renners. In Assesse stapte Van Looy uit koers. Nabij Ciney wisten 4 renners te ontsnappen, in de lokale ronde hadden ze 1'15" voorsprong op een achtervolgende groep van 19 renners. Hiervan wist een groot aantal aan te sluiten en met 22 renners werd er gesprint, Van Geneugden won deze etappe. 

### Hellingen
Voor zover bekend moesten de volgende hellingen in de 1e etappe beklommen worden:

### Uitslag
| Plaats  | Naam                 | Ploeg | Tijd     |
| ------- | -------------------- | ----- | -------- |
| Winnaar | Martin Van Geneugden |       | 6u04'00" |
| 2       | Pino Cerami          |       | op 1"    |
| 3       | Frans Schoubben      |       | z.t.     |

## 2e etappe

### Wedstrijdverloop
De 2e etappe ging een dag later van Ciney terug naar Waregem, de afstand bedroeg 221 km. Er gingen 92 renners van start in Ciney. In de eerste 100 km was niks te melden, het peloton reed rustig richting Waregem. Een paard ontsnapte uit de weide en zorgde voor valpartijen in het peloton, voornaamste slachtoffer was de winnaar van de 1e rit in 1961, Gabriël Borra. Tot Leuven werd er aangevallen, maar alles bleef uiteindelijk bijeen. De laatste 35 km werd ingezet met nog 64 renners. Van Est ontsnapte in de lokale ronde en won deze etappe, maar Van Geneugden won deze editie van Dwars door België. 

### Uitslag
| Plaats  | Naam             | Ploeg | Tijd     |
| ------- | ---------------- | ----- | -------- |
| Winnaar | Piet van Est     |       | 5u41'00" |
| 2       | Maurice Meuleman |       | op 15"   |
| 3       | Gustaaf De Smet  |       | op 24"   |

## Eindklassement
| Plaats  | Naam                 | Ploeg | Punten             |
| ------- | -------------------- | ----- | ------------------ |
| Winnaar | Martin Van Geneugden |       | 10u37'30" / 5 pnt. |
| 2       | Piet Rentmeester     |       | 13                 |
| 3       | Piet van Est         |       | 17                 |
| 4       | Norbert Kerckhove    |       | 24                 |
| 5       | Julien Gekiere       |       | 37                 |
| 6       | Daniël Doom          |       | 38                 |
| 7       | André Messelis       |       | 50                 |
| 8       | Eddy Pouwels         |       | 51                 |
| 9       | Raymond Impanis      |       | 55                 |
| 10      | Victor Van Schil     |       | 60                 |

1945 · 1946 · 1947 · 1948 · 1949 · 1950 · 1951 · 1952 · 1953 · 1954 · 1955 · 1956 · 1957 · 1958 · 1959 · 1960 · 1961 · 1962 · 1963 · 1964 · 1965 · 1966 · 1967 · 1968 · 1969 · 1970 · 1971 · 1972 · 1973 · 1974 · 1975 · 1976 · 1977 · 1978 · 1979 · 1980 · 1981 · 1982 · 1983 · 1984 · 1985 · 1986 · 1987 · 1988 · 1989 · 1990 · 1991 · 1992 · 1993 · 1994 · 1995 · 1996 · 1997 · 1998 · 1999 · 2000 · 2001 · 2002 · 2003 · 2004 · 2005 · 2006 · 2007 · 2008 · 2009 · 2010 · 2011 · 2012 · 2013 · 2014 · 2015 · 2016 · 2017 · 2018 · 2019 · 2020 · 2021 · 2022 · 2023 · 2024

Lijst van beklimmingen